# موراي كيد
موراي كيد (بالإنجليزية: Murray Kidd)‏ هو لاعب اتحاد الرغبي نيوزيلندي، ولد في 1953.